# JOMO CUP Jリーグドリームマッチ
JOMO CUP Jリーグドリームマッチは、1995年から2001年まで毎年開催されていたJリーグのオールスターゲームである。ジャパンエナジーが特別協賛していた。

## 概要
本大会は2002年の2002 FIFAワールドカップへの機運を盛り上げようと、体育の日中央行事として企画された。Jリーグオールスターと異なる点は、Jリーグ日本選手選抜（JAPAN DREAMS）とJリーグ外国籍選手選抜（WORLD DREAMS）が対戦するという点である。出場選手及び監督の選考は、JOMOステーションで燃料給油した際などに一般に配布されたマークシート式投票用紙での人気投票と、それにより決定された監督の推薦により決定された。
2002年にJリーグオールスターのスポンサーにジャパンエナジーが就任した関係、また2002年ワールドカップへの機運を盛り上げるという当初目標を達成できたということでこの大会は発展消滅となった。
1997年大会はワールドカップ・フランス大会の最終予選壮行試合として、また2000年大会はアジアカップの壮行試合として、日本代表が日本選手選抜に代わって出場し外国籍選手選抜と対戦した。
会場は原則として国立競技場だったが、1997年大会のみ浦和市駒場スタジアムで開かれた。これは国立の芝の張替え・養成作業期間中で、この期間中は利用できなかったことに伴うものだった。またこの年の大会は本来10月10日の開催を予定していたが、ワールドカップアジア最終予選が当初予定していたセントラル方式による10月下旬の集中開催から、9月-11月のホーム・アンド・アウェー開催への変更に伴って、会期を繰り上げたものである。

### テレビ中継
テレビ中継は当初1999年までは主催者の一つであるフジサンケイグループの系列であるフジテレビジョンから行っていたが2000年と2001年の2回は試合日や編成上の都合でテレビ東京から中継が行われた。

## 歴代のスコアテーブル
| 年月日         | チーム1      | スコア | チーム2      | 備考 |
| -------------- | ------------ | ------ | ------------ | --- |
| 1995年10月10日 | JAPAN DREAMS | 3 - 1  | WORLD DREAMS | - |
| 1996年10月10日 | JAPAN DREAMS | 1 - 2  | WORLD DREAMS | - |
| 1997年8月28日  | 日本代表     | 0 - 0  | WORLD DREAMS | この年はワールドカップフランス大会最終予選壮行試合として駒場で開催された。ゲスト：ジルマール（ブラジル/元C大阪） |
| 1998年10月10日 | JAPAN DREAMS | 3 - 1  | WORLD DREAMS | ゲスト：チラベルト（パラグアイ）                                                                                 |
| 1999年10月11日 | JAPAN DREAMS | 1 - 3  | WORLD DREAMS | ゲスト：レオナルド（ブラジル/元鹿島）、ロベルト・バッジョ（イタリア）                                            |
| 2000年10月4日  | 日本代表     | 2 - 0  | WORLD DREAMS | この年はアジアカップ壮行試合として開催された。ゲスト：ロベルト・バッジョ（イタリア）                             |
| 2001年9月2日   | JAPAN DREAMS | 2 - 4  | WORLD DREAMS | 9月2日開催。ゲスト：エムボマ（カメルーン/元G大阪）                                                               |